# Hieronymus von Clary und Aldringen

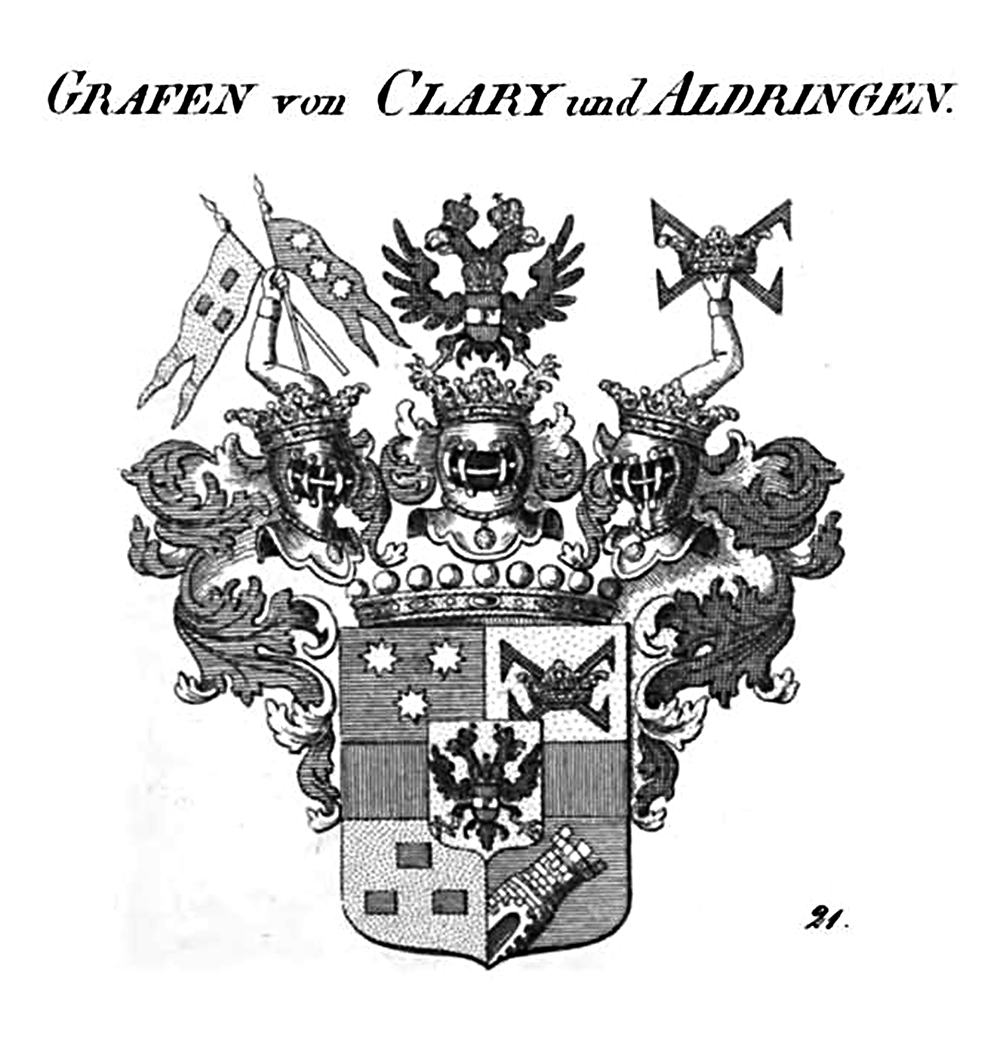
Wappen der Grafen Clary und Aldringen

Hieronymus Clary de Riva, seit dem 23. Januar 1666 Graf Hieronymus von Clary und Aldringen (* 10. April 1610 in Reif (heute Riva del Garda); † 19. November 1671) war ein kaiserlicher Generalfeldwachtmeister und der Stammvater des Hauses Clary-Aldringen.

## Leben

### Familie
Die Vorfahren von Hieronymus von Clary und Aldringen stammten ursprünglich aus dem Florentinischen; am 29. Juni 1363 erhielt Bernardo de Claris „aus Florenz“ von Kaiser Karl IV. böhmische Indigenat und das Privileg, für den Fall seiner Belehnung mit einem weltlichen oder geistlichen Lehen, alle damit verbundenen Rechte ausüben zu dürfen.
Hieronymus von Clary und Aldringen war der Sohn von Franz Clary de Riva, der ein Urenkel von Bernardo de Claris war, und dessen Ehefrau Margaretha, die Tochter von Johann Bernhard Clary; er hatte noch einen Bruder.
Sein Vater kaufte 1623 in Böhmen, während der Enteignungen der großen Güter der aufständischen böhmischen Protestanten, das Gut Dobritschan (siehe Dobříčany) und wurde mit seinen Söhnen Franz, Dominik, Hieronymus und Paul von Kaiser Ferdinand II. am 16. Februar 1625 in den Ritterstand des Römischen Reiches und des Königreiches Böhmen mit dem Prädikat „von Dobritschan“ erhoben, und zwar ausdrücklich in Würdigung der vielen neuen Erfindungen, welche Franz von Claris zum Besten der kaiserlichen Erblande gemacht hatte.
Am 3. Mai 1637 heiratete er in Teplitz (siehe Teplice) Anna Maria († 15. Februar 1665), die Witwe von Oberst Johann Nicolaus Müller von Ruffach und die Schwester und Erbin des kaiserlichen Feldmarschalls Graf Johann von Aldringen; ihr einziger Sohn und Alleinerbe war:
- Johann Marcus Georg von Clary und Aldringen (* 4. März 1638; † 4. April 1699)[6], böhmischer Kammer- und Lehensgerichtsbeisitzer[7], verheiratet in erster Ehe mit Ludmila Theresia († 25. März 1676), die Tochter von Nicolas de Serainchamps (1588–1663) und in zweiter Ehe mit Anna Eleonora Maria (* 1662; † 24. August 1692), die Tochter von Johann Ludwig von Lamberg (1627–1703). 1679 erhielt er vom Kaiser noch umfangreiche Herrschaften[8].

Nach einem kaiserlichen Diplom vom 22. Mai 1635 wurden den Verwandten des Grafen Johann von Aldringen nicht nur der Freiherrentitel, sondern auch dem jeweiligen Ältesten dieser Verwandtschaft der Titel eines Grafen zugesprochen. Nachdem am 1. Januar 1666 der letzte Sohn aus erster Ehe von Anna kinderlos verstorben war, ernannte Kaiser Leopold I. durch Diplom vom 23. Januar 1666 Hieronymus von Clary, der schon 1641 in den böhmischen Freiherrenstand und 1664 in den Reichsfreiherrenstand erhoben worden war, sowie seine Nachkommen, zu Grafen von „Clary und Aldringen“ mit der Verpflichtung, ihr Familienwappen mit dem Aldringen’schen zu vereinigen.
Nach seinem Tod erbte sein Sohn Johann Georg Marcus von Clary und Aldringen alle ehemaligen Besitzungen des verstorbenen Johanns von Aldringen, unter anderem 800.000 Kronen und die Herrschaft Teplitz mit dem Schloss Teplice in Böhmen; zuvor hatte sein Vater durch verschiedene Maßnahmen für einen wirtschaftlichen Aufschwung der Region gesorgt, so ließ er unter anderem die zerstörte Brauerei in Turn (siehe Trnovany (Teplice)) bei Teplitz wieder instand setzen.
Zu seinen Nachfahren gehörte unter anderem der spätere österreichische Justizminister Leopold von Clary und Aldringen und der spätere Ministerpräsident von Cisleithanien, Manfred von Clary und Aldringen.

### Werdegang
Hieronymus von Clary und Aldringen kam 1626 mit seinem Vater nach Deutschland und wurde 1626 im Kaiserlichen Heer in die Dienste des Feldmarschalls Baltasar von Marradas aufgenommen.
1629 wurde er, noch als Fähnrich, in das Regiment von Wallenstein (siehe Albrecht Wenzel Eusebius von Waldstein) versetzt und kurz darauf zum Hauptmann und am 28. Januar 1637 zum Oberst befördert.
Zu seinen Aufgaben an seinem Wohnort Teplitz, gehörte es auch, als „Bewillkommnungs- und Bedienungskommissars“ des Kaisers, sich um die hochrangigen Gäste des aufstrebenden Kurortes zu kümmern.
Am 23. August 1668 wurde er, wegen seiner Kriegserfahrenheit und Tapferkeit und seiner insbesondere der Krone Spanien erwiesenen langwierigen treuen Kriegsdienste, zum Generalfeldwachtmeister und Hofkriegsrat ernannt.